# Lars Peter Jürgen Kallenberg
Lars Peter Jürgen Kallenberg, född 30 januari 1782 i Båstads församling i Kristianstads län, död 9 januari 1855 i Sankt Nikolai församling i Stockholm, var en svensk lagman.

## Biografi
Kallenberg blev assessor i hovrätten över Skåne och Blekinge 1821. Han var lagman i Ångermanlands och Västerbottens lagsaga från 1824 tills denna lades ner den 31 december 1849.